# Jane Froman
Ellen Jane Froman (University City, 10 november 1907 – Columbia, 22 april 1980) was een Amerikaanse zangeres en actrice.

## Jeugd
Froman was de dochter van Anna Tillman en Elmer Ellsworth Froman. Haar jeugd en tienerjaren bracht ze door in het kleine stadje Clinton. Toen Froman vijf jaar was, verdween haar vader op mysterieuze wijze en werd er niets meer van hem vernomen. Wat wel bekend is dat hij overleed in 1936 in Chicago. Haar moeder hertrouwde later met William Hetzler. Froman stotterde, hetgeen haar haar hele leven plaagde, uitgezonderd bij het zingen.
In 1919 verhuisden Froman en haar moeder naar Columbia. In 1921 verzorgden de 13-jarige Froman en een andere jongedame een piano-en-zang-concert in het Christian College, waar haar moeder directrice was voor muzikale studies en waar Froman afstudeerde in 1926. Later ging ze naar de University of Missourri School of Journalism. In 1928 verhuisde ze naar Cincinnati, waar ze leerde zingen bij het Conservatory of Music rond 1930.

## Carrière

### Jaren dertig
Alhoewel ze een klassieke stemtraining had gehad, werd ze al vroeg in haar carrière vertrouwd gemaakt met de muziek van de songwriters van dit tijdperk, zoals George en Ira Gershwin, Cole Porter en Irving Berlin, die geïnspireerd werden door de herleving van de populaire muziek. Ze ontmoette de vaudeville-muzikant Don Ross, toen ze auditie deden voor dezelfde baan bij het radiostation WLW in Cincinnati. Ze trad voor de eerste keer op bij WLW in oktober 1929 bij de King Taste nachtclub. Ze maakte haar landelijk netwerkdebuut bij NBC in juli 1931. In 1933 vervoegde Froman zich bij de Ziegfeld Follies, waar ze bevriend raakte met Fannie Brice. In 1934 op 27-jarige leeftijd werd ze de onbetwiste vrouwelijke zangeres. Ze was ook te beluisteren in het programma Florsheim Frolic. Froman en Ross hadden hun eigen programma vanaf juli 1937. De serie, bestaande uit 13 afleveringen bij het NBC Red Network was een vervanging voor The Jack Benny Program.
Daar trad ze toe tot het orkest van Henry Thies en werd een opvallende zangeres op een aantal van Thies' opnamen. Ross was overtuigd van haar talent, werd haar manager en haalde haar over om naar Chicago te verhuizen, waar hij werkte voor NBC-radio. In 1933 verhuisde Froman naar New York, waar ze optrad in het radioprogramma Music That Satisfies met Bing Crosby. 

### Jaren veertig

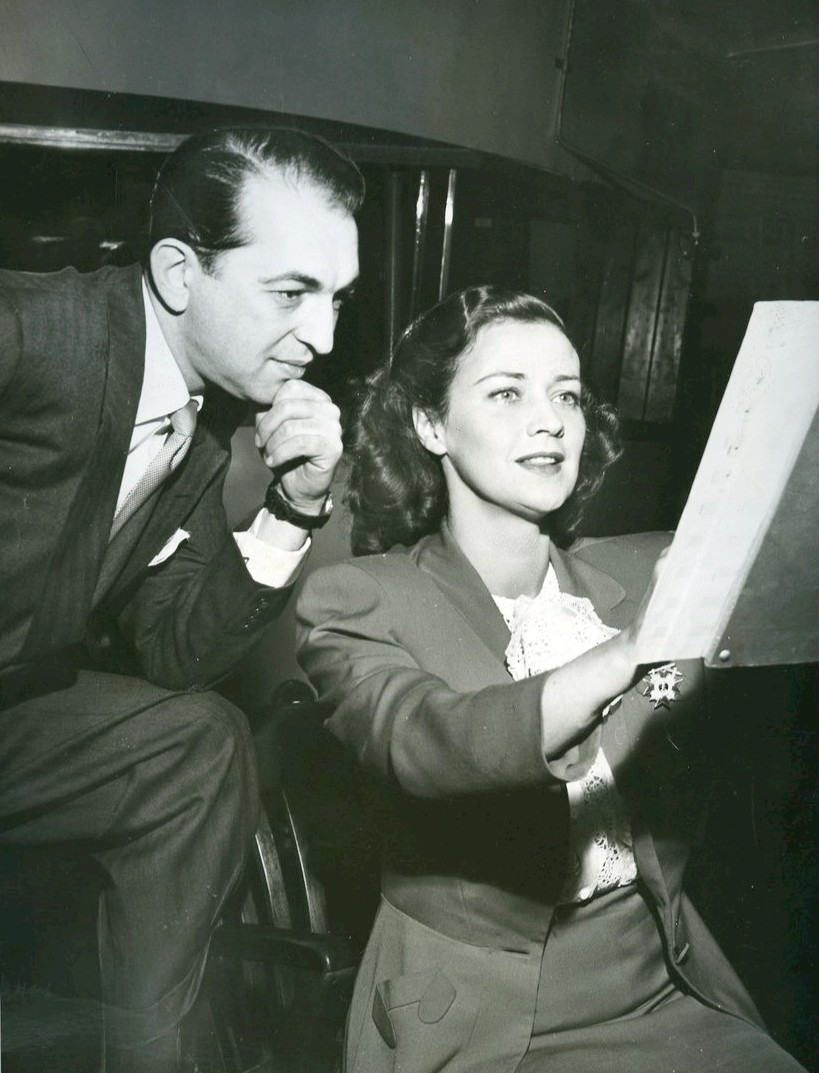
Percy Faith en Jane Froman in 1948

In januari 1948 trad ze toe tot het team van The Pause That Refreshes, een door Coca-Cola gesponsord muziekprogramma bij CBS. Het was haar eerste rol bij de radio na een rampzalig U.S.O. vliegtuigongeluk op 22 februari 1943, waarbij het vliegtuig neerstortte in de Taag in Lissabon (Portugal). 
Meer dan een jaar na het vliegtuigongeluk ging Froman terug naar Broadway om op te treden in de revue Artists and Models. Ze droeg een beenbrace en reed in een rolstoel na 13 operaties. Ze onderging in totaal 39 operaties.
Ze ging terug naar Europa, waar ze de Amerikaanse troepen vermaakte in 1945. Ondanks dat ze met krukken liep, gaf ze 95 shows door heel Europa. Gedurende de late jaren 1940 raakte Froman verslaafd aan pijnstillers en alcohol. Hoe dan ook, overwon ze later succesvol deze beide problemen.

### Jaren vijftig
In maart 1953 tijdens een aflevering van What's My Line, vertelde Hal Block haar dat hij eigenlijk ook zou vliegen met dezelfde vlucht. 
Fromans levensverhaal was het onderwerp van de film With a Song in My Heart (1952), met Susan Hayward als Jane. Froman was intens betrokken bij de productie van de film: ze voorzag Hayward van een stem en diende als technisch adviseur. Het album met liedjes uit de film (Capitol Records) werd het nummer 1-bestseller-album van 1952 en verbleef jaren in de catalogus. DRG herpubliceerde het album op een bestseller-cd met het in 1952 hernieuwde album van de film Pal Joey, waarin Froman de rol zong van Vera Simpson, bekend geworden door Vivienne Segal.
De allereerste hitsong die werd getoond op televisie was I Believe en werd geschreven voor Froman door Ervin Drake, Irvin Graham, Jimmy Shirl en Al Stillman en leverde haar een Gouden Plaat op in 1953. De keuze-cd Jane Froman on Capitol is een collectie van haar Capitol Records-singles en nummers van albums. Van 1952 tot 1955 had ze een hoofdrol bij CBS-tv.
Aanvang oktober 1952 was ze presentatrice van Jane Fromans U.S.A. Canteen, een 30 minuten durend programma van CBS, waarin getalenteerde leden van de strijdkrachten met Froman optraden. In december 1952 werd de duur gereduceerd naar 15 minuten met een twee-wekelijks schema op dinsdag en donderdag. De titel werd eind 1953 gewijzigd naar The Jane Froman Show. Het programma werd beëindigd in juni 1955. Nadat de show was beëindigd trad Froman op tijdens meerdere programma's voor de volgende paar jaren. Ze trad ook op op het podium in Las Vegas.

### Als filmactrice
Froman wordt gelinkt aan drie films: Kissing Time (1933), Stars Over Broadway (1935) en Radio City Revels (1938).

## Privéleven en overlijden
In september 1933 trouwde Froman met Donald McKaig Ross, maar het huwelijk werd in 1948 weer ontbonden. Ze hertrouwde met John Burn in maart 1948 en ook deze verbinding eindigde in 1956. Ze keerde later terug naar Columbia en werd verliefd op haar oude collegevriend Rowland Hawes Smith. Ze trouwden in juni 1962.
Na haar terugtreden uit de muziekbusiness ging ze verder met vrijwilligerswerk, waardoor ze bekend werd tijdens haar carrière. Ze besteedde meer tijd aan groeperingen, zoals Easter Seals en de Missouri Mental Health Association.
In 1969 zong Froman tijdens een kerstprogramma in Arrow Rock, ter ondersteuning van het Jane Froman Music Camp. Ze startte dit project om jonge mensen te helpen bij de ontwikkeling van hun muzikale talent.
Jane Froman overleed op 22 april 1980 op 72-jarige leeftijd in haar huis in Columbia aan een hartstilstand, veroorzaakt door een chronische hart- en longaandoening. Ze raakte nooit meer volledig hersteld van een auto-ongeluk in december 1979.
Froman werd bekend door haar contra-alt-zang. Er zijn drie biografieën bekend over Froman, waarvan de eerste twee werden geschreven door Ilene Stone: One Little Candle: Remembering Jane Froman en Jane Froman, Missouris First Lady of Song. Als aanvulling, de nieuwere, meer gedetailleerde biografie Say it With Music – The Life and Legacy of Jane Froman, geschreven door Barbara Seuling, werd gepubliceerd in november 2007, samenvallend met haar 100e verjaardag.
Ter ere van haar 100e verjaardag werd er een gala gegeven, de Jane Froman Centennial Celebration in Columbia in het weekend van 9-11 november 2007. Een dvd van de film With a Song in my Heart, met nieuwe toegevoegde elementen, vierde première op 9 november 2009 en wordt heden wereldwijd verspreid door 20th Century Fox Home Entertainment.

## Onderscheidingen
Voor haar talrijke bijdragen kreeg Froman drie sterren op de Hollywood Walk of Fame: Voor de radio bij 6321 Hollywood Boulevard, voor opnamen bij 6145 Hollywood Boulevard en voor televisie bij 1645 Vine Street in Hollywood.
- Bibliothèque nationale de France: cb13894186m (data)
- Gemeinsame Normdatei: 12848280X
- International Standard Name Identifier: 0000 0000 7064 3467
- Library of Congress Control Number: n85271915
- MusicBrainz: f5383b06-926d-473f-bba9-6ba767df2f20
- Nationale Bibliotheek van Israël: 987007349492405171
- SNAC: w6419p3f
- Virtual International Authority File: 7573921
- WorldCat: E39PBJqVR4B4vXP67vjmpB6R8C